# Palazzina d'ingresso Officine San Giorgio
La palazzina d'ingresso delle Officine San Giorgio è un edificio, oggi adibito ad uso residenziale, situato in viale Pacinotti 9 a Pistoia.

## Storia
Nel 1905 la società San Giorgio di Sestri acquista un terreno sul viale Pacinotti, di proprietà Guidi, con l'intenzione di costruirvi un nuovo stabilimento per la riparazione del materiale rotabile ferroviario. Il primo progetto prevede l'innalzamento di nove capannoni, ridotti poi a quattro prima dell'inizio dei lavori, avviati subito dopo il rilascio della licenza edilizia, il 27 settembre 1906. La direzione dei lavori è affidata all'ingegner Pilo Becherucci che sovrintende alla costruzione dei capannoni, mentre il progetto della palazzina d'ingresso (1907-1908) è affidato a Gino Coppedè che aveva già costruito lo stabilimento della San Giorgio a Sestri Ponente.
La San Giorgio inizia la sua attività fin dal 1907 e già due anni dopo diventa il più importante complesso industriale della città. Lo stabilimento subisce pesanti danni a seguito dei bombardamenti durante la seconda guerra mondiale e, dopo la ricostruzione, riprende la produzione di carri ferroviari e autobus. Alla San Giorgio si sostituisce la Breda ferroviarie pistoiesi che dopo il 1973 lascia la sede di viale Pacinotti per trasferirsi nei pressi dell'autostrada.
L'area, divenuta di proprietà comunale, è oggetto alla metà degli anni '80 di un piano particolareggiato, realizzato da Giancarlo De Carlo che prevede una nuova sistemazione dell'intera area compresa tra il tracciato delle mura e la zona industriale ex-Breda. Il progetto resta sulla carta e a tutt'oggi il complesso si presenta in avanzato stato di degrado. La palazzina d'ingresso e il capannone retrostante sono utilizzati come palestre, mentre altri edifici ospitano, in un clima di desolazione, il mercato d'antiquariato.
Eccezione significativa è la costruzione nell'area denominata "blocco 20" di un edificio destinato alla Biblioteca San Giorgio, con un'altissima volta che echeggia i vecchi capannoni industriali.

## La critica
Si deve soprattutto alle ricerche condotte a partire dagli anni '80 da Carlo Cresti sull'architettura liberty in Toscana e sull'edilizia industriale la rivalutazione di un così significativo episodio del tessuto urbano pistoiese.
Un ulteriore contributo è venuto dagli studi condotti da Mauro Cozzi e Rossana Bossaglia sulla famiglia Coppedè. Il recente interesse della critica sul tema dell'archeologia industriale ha stimolato negli ultimi anni l'ampliarsi del dibattito con la pubblicazione di numerosi studi, anche a carattere locale, sull'attività produttiva pistoiese tra i quali si ricordano i volumi a cura dell'Associazione degli industriali della provincia di Pistoia.

## Architettura

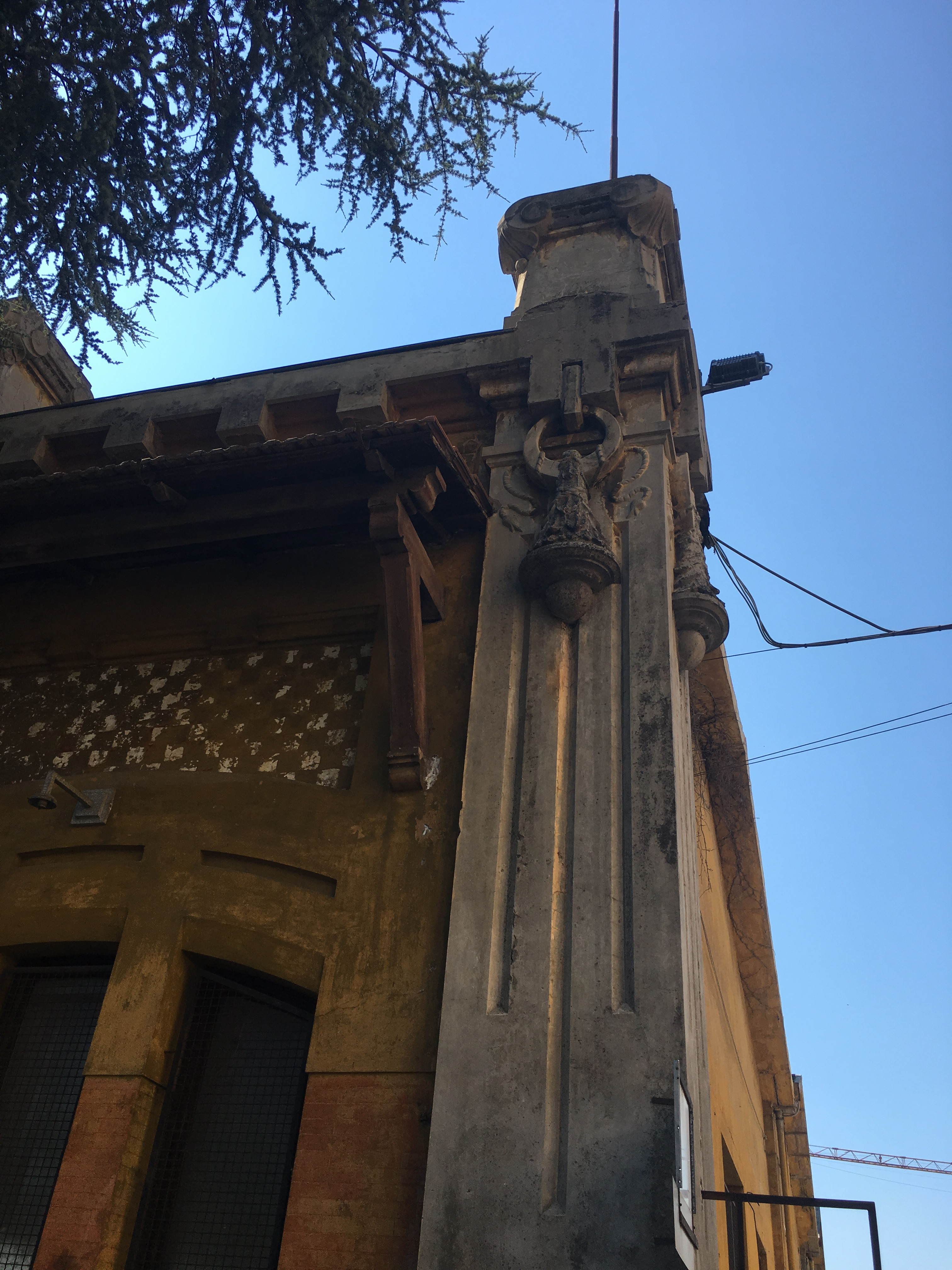
Lesena di destra

Il complesso sorge nella vasta zona compresa tra il tratto meridionale delle mura urbane e il tracciato ferroviario. L'area, dopo la costruzione della stazione ferroviaria (1889), è inclusa nel Piano regolatore cittadino (1903) come zona di espansione urbana. Alla destinazione residenziale che interessa maggiormente l'area attorno al viale della stazione si affianca quella produttiva grazie all'iniziativa della società San Giorgio di Genova che costruisce un nuovo stabilimento sul viale Pacinotti. Il fronte meridionale della strada è ancora fortemente caratterizzato dalla presenza dei capannoni industriali, oggi dismessi e in parte destinati dal comune ad attività sportive, a cui si affianca un edificio scolastico. Sul lato opposto, oltre al bagno comunale, sorgono alcuni edifici di civile abitazione, stretti tra la strada e le mura.
La palazzina d'ingresso delle Officine San Giorgio rappresenta un raro esempio in Toscana di architettura liberty applicata a un edificio industriale. Il progetto originale, elaborato da Gino Coppedè tra il 1907 e il 1908, è limitato sostanzialmente al disegno della facciata, ritmata da quattro lesene scanalate: nella parte centrale, su cui si aprono i due portali d'ingresso, si concentra la maggior parte degli elementi decorativi (antenna superiore, medaglione alato con l'emblema San Giorgio, aquile sopra le due lesene centrali forse in ghisa).
Durante la costruzione, pur restando invariato il disegno compositivo generale, si procede a una semplificazione dell'apparato decorativo: la zona centrale, evidenziata da una pensilina a sesto ribassato, è ornata da un pannello in ceramica dipinta raffigurante San Giorgio che uccide il drago, mentre le zone laterali sono decorate da pitture che fingono applicazioni in ceramica, con motivo a scacchiera di colore bianco e rosso. Pregevole il disegno dell'inferriata centrale sopra l'ingresso.
L'impropria utilizzazione dell'edificio come impianto sportivo rende oggi difficilmente leggibile l'architettura della sala interna, illuminata oltre che dalle finestre aperte in facciata e sulle pareti laterali, anche dalla copertura a shed.